# شمرنگتسا (صربستان)
شمرنگتسا (به صربی: Čemernica) یک کوه در صربستان است که در Southwestern Serbia واقع شده‌است. شمرنگتسا ۱٬۴۹۵ متر بالاتر از سطح دریا واقع شده‌است.